# Gyranusoidea dice
Gyranusoidea dice är en stekelart som beskrevs av John S. Noyes 2000. Gyranusoidea dice ingår i släktet Gyranusoidea och familjen sköldlussteklar.
Artens utbredningsområde är Costa Rica. Inga underarter finns listade i Catalogue of Life.